# Powiat Grottkau
Powiat Grottkau (niem. Landkreis Grottkau) – dawna pruska, a później niemiecka jednostka terytorialna średniego szczebla (odpowiednik powiatu ziemskiego) z siedzibą w Grodkowie. Powstała w 1742 roku i wchodziła w skład rejencji opolskiej. Istniała do końca II wojny światowej.

## Struktura
W skład powiatu wchodziły:
- dwa miasta: Grodków (Grottkau) i Otmuchów (Ottmachau)
- 65 gmin

## Liczba mieszkańców
- 1795 – 31 058[1]
- 1819 – 29 605[2]
- 1846 – 39 371[3]
- 1871 – 44 279[4]
- 1885 – 45 105[5]
- 1900 – 40 566[6]
- 1910 – 40 610[6]
- 1925 – 39 553[7]
- 1939 – 40 157[7]

## Landraci
- 1742–1745: Johann Ferdinand von Printz
- 1745–1752: Johann Wenzel von Studtnitz-Jeroltschütz
- 1754–1759: Johann Carl von Sulkowsky
- 1759–1764: Balthasar Leopold von Brauchitsch
- 1766–1780: Carl Friedrich Wilhelm von Reibnitz
- 1780–1796: Johann August Wilhelm von Koppy
- 1796–1803: Johann Eugen von Hundt und Alten Grottkau
- 1803–1805: Johann Ernst Joseph Henn von Henneberg
- 1805–1809: Carl Ludwig Silvius Wilhelm von Königsdorff
- 1809–1824: Johann von Printz
- 1824–1845: Georg von Ohlen
- 1845–1849: von Sierstorpff
- 1849–1857: Richard von Maubeuge
- 1848–1849: Arthur Johnson Hobrecht
- 1857–1863: Karl Rudolf Friedenthal
- 1869–1873: Arthur Roderich Zimmer
- 1874–1879: Kurt von Ohlen und Adlerskron
- 1879–1888: Maximilian von Garnier
- 1888–1890: Gustav Drescher
- 1891–1897: Hermann von Richthofen
- 1898–1919: Franz Thilo
- 1919–1926: August Kuhn
- 1926–1933: Werner Martinius
- 1933–1935: Josef Klings
- 1935–1937: Erich Jüttner
- 1938–1940: Bernhard von Derschau
- 1940–1945: Hermann Sellschopp

## Sąsiednie powiaty
- powiat Münsterberg
- powiat Strehlen
- powiat Brieg
- powiat Falkenberg O.S.
- powiat Neisse